# II Trill
Albums de Bun B
Trill
(2005) Trill O.G
(2010)
Singles
1. That's Gangsta
Sortie : 19 février 2008
2. You're Everything
Sortie : 31 juillet 2008

II Trill est le deuxième album studio de Bun B, sorti le 20 mai 2008.
L'album s'est classé 1er au Top R&B/Hip-Hop Albums et 2e au Billboard 200.

## Liste des titres
| No  | Titre                                                                                         | Contient un (des) sample(s) de                                                        | Durée |
| --- | --------------------------------------------------------------------------------------------- | ------------------------------------------------------------------------------------- | ----- |
| 1.  | II Trill (featuring Z-Ro et J. Prince – Produit par Clinton Sparks)                           |                                                                                       | 4:19  |
| 2.  | That's Gangsta (featuring Sean Kingston – Produit par J.R. Rotem)                             |                                                                                       | 3:52  |
| 3.  | Damn I'm Cold (featuring Lil Wayne – Produit par CHOPS)                                       |                                                                                       | 4:31  |
| 4.  | You're Everything (featuring Rick Ross, David Banner et 8Ball & MJG – Produit par Mr. Lee)    | Cry for You de Jodeci                                                                 | 4:36  |
| 5.  | I Luv That (Produit par Scott Storch et Ron Fair)                                             |                                                                                       | 4:02  |
| 6.  | Swang on 'Em (featuring Lupe Fiasco – Produit par Enigma)                                     |                                                                                       | 3:21  |
| 7.  | My Block (featuring Jazze Pha – Produit par Jazze Pha)                                        |                                                                                       | 4:16  |
| 8.  | Get Cha Issue (Produit par Big Tyme et Qwest)                                                 |                                                                                       | 4:11  |
| 9.  | Pop It 4 Pimp (featuring Webbie et Juvenile – Produit par Mouse)                              | Back That Azz Up (Back That Thang Up) de Juvenile featuring Mannie Fresh et Lil Wayne | 3:50  |
| 10. | Good II Me (featuring Mýa – Produit par Big Tyme, Int'l Red et Bun B)                         | Just Be Good to Me de The S.O.S. Band                                                 | 4:48  |
| 11. | Underground Thang (featuring Chamillionaire et Pimp C – Produit par Cory Mo)                  | Steppin' Out de Steel Pulse                                                           | 4:28  |
| 12. | If I Die II Night (featuring Lyfe Jennings et Young Buck – Produit par Jean « JRock » Borges) |                                                                                       | 4:15  |
| 13. | Another Soldier (featuring Mddl Fngz et Kobe – Produit par DJ Khalil)                         |                                                                                       | 4:18  |
| 14. | If It Was Up II Me (featuring Junior Reid – Produit par Blackout Movement)                    |                                                                                       | 4:57  |
| 15. | Trill Talk                                                                                    |                                                                                       | 0:14  |
| 16. | Angel in the Sky (featuring Razah – Produit par Cozmo, Rodnae)                                | Ribbon in the Sky de Stevie Wonder                                                    | 4:57  |
| 17. | II Trill Talk                                                                                 |                                                                                       | 0:07  |
| 18. | Keep It 100 (Produit par CHOPS)                                                               |                                                                                       | 4:36  |

| 19. | City of the Swang (featuring Mike Jones et Slim Thug – Produit par Cory Mo)      | 3:58 |
| 20. | Some Hoes (featuring Bulletproof, Chino XL et Killer Mike – Produit par Big Dez) | 4:49 |